# Julia Ormond

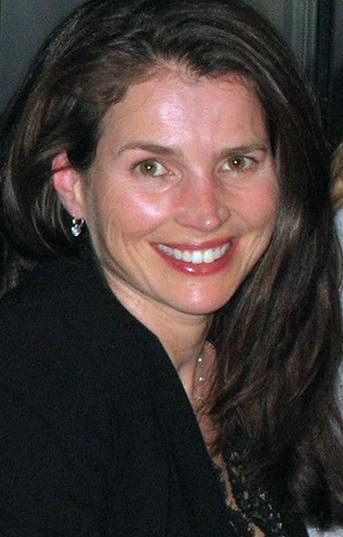
Julia Ormond

Julia Ormond (n. 4 ianuarie 1965, Epsom, Anglia, Regatul Unit) este o actriță britanică.

## Filmografie
- Incorporated (2016)
- Temple Grandin (2010) (HBO Films)
- The Wronged Man (2009) (film)
- CSI: New York (2008-09) (TV)
- The Curious Case of Benjamin Button (2008)
- The El Escorial Conspiracy (2008)
- Kit Kittredge: An American Girl (2008)
- Che, Part One (2008)
- Surveillance (2008)
- I Know Who Killed Me (2007)
- Inland Empire (2006) (Imperiul minții)
- Beach Girls (2005 TV mini-series)
- Iron Jawed Angels (2004) (TV)
- Resistance (2003)
- Varian's War (2001) (TV)
- The Prime Gig (2000)
- Animal Farm (1999) (TV) (voce)
- The Barber of Siberia (1998)
- Smilla's Sense of Snow (1997)
- Sabrina (1995)
- First Knight (1995)
- Legends of the Fall (1994)
- Nostradamus (1994)
- Captives (1994)
- The Baby of Mâcon (1993)
- Young Catherine (1991)
- Traffik (1989) (miniseries)

## Activitate politică
Julia Ormond este o activistă politică împotriva traficului de oameni. Vezi:http://www.ungift.org/ungift/search.html?q=ormond Arhivat în 4 martie 2016, la Wayback Machine.